# Wysoczyzna Grodziska
Wysoczyzna Grodziska (315.59) – region geograficzny o krajobrazie płaskich i falistych wysoczyzn morenowych położony w zachodniej Polsce, w okolicy Grodziska Wielkopolskiego. Znajduje się w południowo-zachodniej części Pojezierza Wielkopolskiego. Region ma charakter głównie rolniczy, lasów jest mało, a jezior niewiele. Największy akwen to Jezioro Strykowskie (3,0 km²). Najcenniejszym przyrodniczo fragmentem regionu jest jego wschodni skrawek leżący w zasięgu Wielkopolskiego Parku Narodowego. Wysoczyzna Grodziska stanowi mezoregion z indeksem 315.59 w wieloautorskiej regionalizacji fizycznogeograficznej Polski z 2018 roku.

## Środowisko przyrodnicze
Region zajmuje terytorium 1514 km². Od strony północnej graniczy z Pojezierzem Poznańskim, na zachodzie przechodzi w Równinę Nowotomyską, a na wschodzie i południu przylega do Poznańskiego Przełomu Warty, Kotliny Śremskiej i Doliny Środkowej Odry. Największymi miastami są: Luboń, Grodzisk Wielkopolski i Opalenica. Główne rzeki przepływające przez Wysoczyznę Grodziską to: Mogilnica, Dojca, Sama.
W ukształtowaniu terenu przeważają płaskie wysoczyzny morenowe. Występują też wysoczyzny faliste, a miejscami połogie wały morenowe i pagórki ozowe. Najwyższym wzniesieniem jest pagórek w obrębie Wału Lwówecko-Rakoniewieckiego w zachodniej części mezoregionu (okolice wsi Chmielinko, 138 m). W części wschodniej wyróżnia się Oz Bukowsko-Mosiński – najdłuższy zespół ozów w Polsce (rozciągłość 37 km, deniwelacje osiągające 40 m). Na wschodzie grupują się rynny polodowcowe z jeziorami: Strykowskim (3,0 km²), Niepruszewskim (2,3 km²), Dymaczewskim (1,2 km²), Witobelskim (1,0 km²).
Podłoże budują gliny zwałowe oraz piaski i żwiry pochodzące z akumulacji rzeczno-lodowcowej, na których zalega mozaika gleb bardziej urodzajnych (utwory płowe i brunatne), jak i tych mniej korzystnych dla rolnictwa (rdzawe i bielicowe). Choć lesistość mezoregionu wynosi tylko 19%, na terenach leśnych z dobrze wykształconą rzeźbą pojezierną pod Stęszewem utworzono Wielkopolski Park Narodowy.

## Różnice w podziałach geograficznych
Jerzy Kondracki w swoim podziale fizycznogeograficznym Polski nie wyodrębnił Wysoczyzny Grodziskiej, zaliczając obszar ją obejmujący do rozległego Pojezierza Poznańskiego. W wieloautorskiej regionalizacji z 2018 roku przyjęto koncepcję Rafała Kota o rozdziale Pojezierza Poznańskiego na trzy zróżnicowane pod względem rzeźby mezoregiony – właściwe Pojezierze Poznańskie o przewadze falistych wysoczyzn morenowych, Wysoczyznę Grodziską (Pojezierze Grodziskie) o przewadze płaskich wysoczyzn morenowych oraz Równinę Nowotomyską przedstawiającą równinę sandrową. Nowo wydzielone w ten sposób dwa mezoregiony charakteryzuje mniejsza jeziorność od Pojezierza Poznańskiego zdefiniowanego w węższych granicach.
Rafał Kot, kierując się wcześniejszymi opracowaniami geograficznymi Jerzego Kondrackiego i Bogumiła Krygowskiego, wyszczególnił w obrębie Wysoczyzny Grodziskiej cztery subregiony – usytuowany na zachodzie Wał Lwówecko-Rakoniewicki, centralnie zlokalizowaną Równinę Opalenicką oraz położone na wschodzie Równinę Poznańską i Pojezierze Stęszewskie.